# Дубрівка (річка)
Дубрівка — мала річка в Українських Карпатах, у межах Стрийського району Львівської області. Ліва притока Опору (басейн Дністра).

## Опис
Довжина річки 4.9 км. Дубрівка — типово гірська річка з кам'янистим дном і численними перекатами та порогами. Річище слабозвивисте. Долина вузька, стиснута між горами.

## Розташування
Дубрівка бере початок на східних схилах гори Корчанка (хребет Парашки). Тече в межах Сколівських Бескидів спочатку переважно на схід, а потім на південний схід. Впадає до Опору в межах міста Сколе. 